# Johann Lahodny
Johann Lahodny (* 14. Oktober 1940) ist ein österreichischer Arzt tschechischer Herkunft. Gynäkologe, Geburtshelfer mit Spezialisierung auf geburtshilfliche Onkologie, Chefarzt des Krankenhauses, Universitätsdozent, er ist der Erfinder mehrerer restaurativer chirurgischer Eingriffe, die auf gynäkologische Pathologien abzielen, die spezifischer mit dem weiblichen Reproduktionssystem zusammenhängen, einschließlich Harninkontinenz und Scheidenvorfall.
Mit Sitz in St. Pölten gilt er als Experte auf dem Gebiet der wissenschaftlich umstrittenen Ozontherapie.

## Biografie
Johann Lahodny erhielt 1965 seinen Doktortitel in Gynäkologie und Geburtshilfe.
Zunächst als Allgemeinmediziner tätig, wurde er schließlich zum Leiter der gemeinsamen Abteilungen für Gynäkologie und Geburtshilfe am Landeskrankenhaus Gmünd und am Landeskrankenhaus Sankt Pölten befördert. Im Laufe seiner klinischen Praxis hat er mehrere chirurgische Techniken mit restaurativem Ziel entwickelt, die speziell auf gynäkologische Pathologien im Zusammenhang mit dem weiblichen Fortpflanzungssystem, einschließlich Harninkontinenz und Scheidenvorfall abzielen.
1994 wurde er als Honorarprofessor an die Universität Wien berufen und veröffentlichte in dieser Zeit eine Reihe von wissenschaftlichen Artikeln und mehrere Forschungsbücher.
Im Jahr 1999 erhielt er eine berufliche Auszeichnung für seine Bemühungen auf dem Gebiet der hygienischen Medizin. Von 1999 bis 2003 war er Mitglied des Vorstands der American Society for Vaginal Surgery. Von 2000 bis 2005 war er Präsident der Europäischen Gesellschaft für Beckenbodenchirurgie. Im Jahr 2002 verlieh ihm die italienische Gesellschaft für Geburtshilfe und Gynäkologie die Ehrenmitgliedschaft.
Lahodny erforscht zudem alternativmedizinische Verfahren wie Bioresonanz, Vitalfeld, normobare Sauerstofftherapie, Tachyonische Feldtherapie und Dunkelfeldmikroskopie. Darüber hinaus beschäftigt er sich mit der therapeutischen Wirkung von medizinischem Ozon im Hinblick auf seine Auswirkungen und die damit verbundenen Folgen für Mitochondrien und Stammzellen.
Lahodny ging von der Prämisse aus, dass jeder Mensch mit einem Potenzial an Stammzellen ausgestattet ist, die in sich eine symbiotische reparative Fähigkeit besitzen, die sich der segmentalen Neuanpassung widmet, die durch mögliche Kollateralschäden hervorgerufen wird, die das optimale Funktionieren der globalen Struktur von Körper und Geist verändern. Nach Lahodny würde der wahre Fortschritt in der Medizin in der Verwendung und gezielten therapeutischen Nutzung dieser Stammzellen liegen.
Die von Lahodny geförderte ozontherapeutischen Behandlung besteht darin, trotz früherer, begründeter und berechtigter Befürchtungen höher zu dosieren als bisher üblich. Dazu testete er ein neues Protokoll an sich selbst. Dabei neobachtete er eine signifikante Stimulation der exponentiellen Aktivierung von Stammzellen. Diese Zellen scheinen über OHT „emuliert“ und automatisch auf jede Läsion oder jedes peptidische Signal, das der Organismus direkt oder indirekt melden würde, gerichtet zu sein, sollte der Fall eintreten. Lahodny ist überzeugt, dass jeder heilende Effekt, der durch diese Behandlung erzeugt wird, im Wesentlichen durch die Belebung von Stammzellen entsteht, die durch die indirekt durch die OHT induzierte Stimulation irgendwie „belebt“ erscheinen. Er glaubt, das Wachstum von Stammzellen und die Produktion von Adenosintriphosphat (ATP) aktivieren zu können. Ihre Anwendung lässt sich als „große Eigenbluttherapie“ zusammenfassen, die mit Ozoninjektionen in massiven Dosen gekoppelt ist, sowohl in Bezug auf die Konzentration – bis zu 70 μg/ml bei der ozonierten Eigenbluttherapie oder sogar 80 μg/ml bei der rektalen Insufflation – als auch in Bezug auf die Menge: im Allgemeinen 140 mg, aber manchmal bis zu 280 mg bei der Behandlung komplexerer Erkrankungen. Dr. Lahodny behauptet, therapeutische Ergebnisse zu erzielen, die er als „außergewöhnlich“ bei der Behandlung einer bestimmten Anzahl von chronischen Pathologien in Verbindung mit mehreren anderen morbiden Erkrankungen beschreibt, die allgemein als schwierig zu behandeln gelten.

## Hinweise
1. 1 2  OHT oder Ozonhochdosistherapie bezeichnet eine innovative Anwendung der Ozontherapie nach dem von Dr. Johann Lahodny entwickelten und perfektionierten, Verfahren in massiven Dosen mit deutlich höheren Konzentrationen als üblich.[11][14]
2. 1 2 3  Eigenbluttherapie[20] – auf English : Major Autohemotherapy oder O3 AHT.
3. 1 2 3  Bei der ozonierten Eigenbluttherapie wird dem Patienten zunächst Blut abgenommen und dann mit einem Gasgemisch vom Typ Sauerstoff-Ozon gemischt, bevor es über denselben Kanal und dieselbe Infusion wieder in den Kreislauf des Spenders injiziert wird. Es gibt zwei Techniken:
  1. Die kleine Eigenbluttherapie[21], bei der nur das Äquivalent einer kleinen Spritze genommen, mit Ozon gemischt und dann in einen beliebigen anderen Körperteil re-injiziert wird.[20][21]
  2. die große Eigenbluttherapie, bei der eine größere Menge Blut, die durch Infusion (normalerweise aus der Unterarmhöhle) entnommen wird, in einen Plastik- oder Glasbeutel umgeleitet wird, bevor sie mit medizinischem Ozon vermischt und dann durch dieselbe Infusion, die während des gesamten rückwirkenden Prozesses, der normalerweise etwa 20-40 Minuten dauert, in den Blutkreislauf zurückgeführt wird.[20]
4. ↑  Seitdem wurden die alten Dosierungen, sowohl hinsichtlich der Konzentration des medizinischen Ozons – anfänglich bis zu 70 μg/ml bei der großen Eigenbluttherapie[alpha 2][alpha 3] als auch bis zu 80 μg/ml bei der rektalen Insufflation[22] – im Allgemeinen auf 50 μg/ml reduziert.